# Приоритетные национальные проекты

Приоритетные национальные проекты России

Приоритетные национальные проекты России — программа (2006—2018) по росту «человеческого капитала» в России, объявленная 5 сентября 2005 года в выступлении президента России Владимира Путина на встрече с членами Правительства России, руководством Федерального Собрания и членами президиума Государственного совета России и реализуемая различными ведомствами на федеральном и субъектном уровне с 2006 по (де-юре) 2018 год.
7 мая 2018 года президент России Владимир Путин подписал указ «О национальных целях и стратегических задачах развития Российской Федерации на период до 2024 года», утвердив новые национальные проекты.

## История
Программа приоритетных национальных проектов была сформулирована президентом России Владимиром Путиным 5 сентября 2005 года в обращении к федеральному правительству, парламенту страны и руководителям регионов. В качестве приоритетных направлений «инвестиций в человека» он выделил: здравоохранение, образование, жильё, сельское хозяйство. Первый заместитель Председателя Правительства Дмитрий Медведев 27 ноября 2005 года заявил, что этот список может в будущем быть дополнен наукой и культурой. Базой для разработки ПНП стали итоги Всероссийской переписи населения 2002 года, которые подтвердили значительное изменение социально-экономического положения России в межпереписной период при переходе от плановой к рыночной экономике.
На сайте Совета при президенте Российской Федерации по реализации приоритетных национальных проектов и демографической политике ранее был расположен архив документов по реализации национальных проектов. Оперативная информация на сайте (новости, стенограммы и пр.) перестала обновляться в мае 2009 года. Позднее на сайте появился документ «Уточнённые направления реализации приоритетного национального проекта „Доступное и комфортное жильё — гражданам России“ на 2009—2012 годы», принятый 1 июля 2009 года.

### Приоритетный национальный проект «Здоровье»
Задачи:
- Укрепление здоровья граждан
- Повышение доступности и качества медицинской помощи
- Развитие первичной медицинской помощи
- Возрождение профилактического направления в здравоохранении
- Обеспечение населения высокотехнологичной медицинской помощью

Итоги:
- На начало июля 2007 года подготовку и переподготовку прошли 5834 врача (2939 по специальности «Терапия», 2298 — «Педиатрия» и 597 — «Общая врачебная практика»). В первом полугодии 2007 года более 150 тыс. медицинских работников (более 70 тыс. врачей и 79 тыс. медицинских сестёр) получили дополнительные денежные выплаты на общую сумму более 6,6 млрд руб.
- В регионы на начало июля 2007 года было поставлено 3267 единиц диагностического оборудования (512 комплектов лабораторного оборудования, 71 ультразвуковой аппарат, 788 рентгенологических аппаратов с 443 проявочными машинами, 438 единиц эндоскопического оборудования, 465 электрокардиографов и 550 фетальных мониторов).

В рамках национального проекта «Здоровье» проводится дополнительный проект — «Родовые сертификаты». Его цель — улучшить качество обслуживания в женских консультациях и родильных домах. Делается это путём выдачи талонов родовых сертификатов, по которым:
- Женская консультация получает 3000 рублей
- Родильный дом получает 6000 рублей

Родовые сертификаты введены с 1 января 2006 года. С 1 января 2007 года выплаты по каждому сертификату были увеличены на 1000 рублей.

### Приоритетный национальный проект «Образование»
Цели приоритетного национального проекта «Образование» были следующими:
- Стимулирование инноваций в сфере образования
- Подключение школ к Интернету
- Поддержка талантливой молодёжи
- Организация начального профессионального образования для военнослужащих
- Организация сети национальных университетов и бизнес-школ
- Дополнительные выплаты за классное руководство
- Поощрение лучших учителей (ежегодно с 2006 по 2009 г. 10 тысяч лучших учителей получали 100 тыс. рублей., а с 2010 года 1 тысяча лучших учителей по 200 тыс. рублей.
- Поставка школьных автобусов в сельскую местность
- Укомплектование школ дотационных регионов учебным оборудованием.

В итоге:
- — (нет информации)
- На 12 октября 2011 года 97% российских школ было подключено к Интернету[5]. К 2014 году 100% школ имеют доступ к Интернету; осуществлялся переход на широкополосный высокоскоростной доступ 100 Мбит/с[6].
- 5 350 молодых победителей различных олимпиад и всероссийских и международных конкурсов, фестивалей получили премии для поддержки талантливой молодёжи по 60 и 30 тыс. руб.
- — (нет информации)
- — (нет информации)
- В 2013 году выплачивалась 1 тыс. рублей за классное руководство.
- К концу 2006 года ежемесячное вознаграждение получали около 900 тыс. педагогических работников. Государственную поддержку получили 10 тыс. лучших учителей (по 100 тыс. руб.).
- В сельскую местность поставлено 1769 школьных автобусов.
- К концу 2006 года в школы было направлено 5 113 комплектов учебного оборудования (интерактивное оборудование INTERWRITE).

### Приоритетный национальный проект «Жильё»
Задачи национального проекта были следующими:
- Увеличение объёма жилищного строительства к 2007 году по отношению к уровню 2004 года не менее чем на одну треть;
- Выделение средств из бюджетов всех уровней на оснащение инженерной инфраструктуры земельных участков под жилищное строительство;
- Завершение формирования нормативной базы, необходимой для выпуска ипотечных ценных бумаг;
- Разработка механизма субсидирования ипотечных кредитов и значительно увеличение уставного капитала Агентства по ипотечному и жилищному кредитованию с предоставлением ему серьёзных государственных гарантий;
- Обеспечение полноценного функционирования накопительной ипотечной системы для решения жилищных проблем военнослужащих;
- Значительное увеличение расходов федерального бюджета на поддержку молодых семей, помощь решению жилищной проблемы молодых специалистов на селе;
- Исполнение государственных обязательств по предоставлению жилья ветеранам войн и вооружённых конфликтов, чернобыльцам, инвалидам, другим категориям граждан

При успешной реализации проекта к 2010 году планировалось:
- Увеличение объёмов ввода нового жилья до 80 млн кв. м. (2004 г. — 41,2 млн);
- Совокупный денежный доход семьи из трёх человек за 3 года (в 2004 году — за 3,9 года) уравнять со средней стоимости стандартной квартиры общей площадью 54 кв. м;
- Увеличение с 9 (2004 г.) до 30 % доли семей, способных приобрести жильё;
- Увеличение объёмов ипотечного жилищного кредитования до 415 (2004 г. — 20) млрд руб.;
- Содействовать в приобретении или строительстве жилья 181,7 тыс. молодых семей;
- Повышение качества коммунальных услуг, снижение уровня износа основных фондов предприятий ЖКХ с 60 (2004 г.) до 50 %.

В итоге:
- Ввод жилья в 2010 году составил 58,1 млн м²[8]; В 2018 году — 75,3 млн м²[9].
- Летом 2005 года стоимость стандартной квартиры пл. 54 кв. м. была равна доходу средней семьи из трёх человек за 4,3 года, в 2010 г. — за 5,3 года[10]. В 2015 году — 4 года[11].
- Доля семей, способных приобрести жильё в 2010 году (с помощью собственных и заёмных средств) — 19,8 %[12];  В 2015 году — 27,5 %[11].
- Объёмы ипотечного жилищного кредитования в 2010 году — 379,4 млрд руб[13].
- Уровень износа фондов не снизился и к 2011 году по-прежнему составлял 60 %[14].

## Финансирование
На реализацию национальных проектов в федеральном бюджете на 2006 год выделено 134,5 млрд рублей (с учётом правительственных гарантий — 161 млрд). В частности, на здравоохранение направлено 62,6 млрд, на образование — 30,8 млрд, на программу доступного жилья — 21,9 млрд и на развитие агропромышленного комплекса — 19,2 млрд.
На реализацию четырёх нацпроектов в 2006 году было заложено 116 млрд рублей, с учётом внебюджетных фондов (социального и медицинского страхования) из федеральных источников на реализацию национальных проектов в 2006 году выделено 186,8 млрд руб.
В федеральном бюджете 2007 года на национальные проекты заложено 206,3 млрд рублей. Наибольший объём средств направлен на поддержку здравоохранения и образования.
Кроме того, средства выделяются и региональными бюджетами в рамках реализации национальных проектов на уровне регионов.

## Совет при президенте России по реализации ПНП и демографической политике
21 октября 2005 года президент России Владимир Путин президентским указом (утратил силу в 2012 г.) образовал Совет при Президенте Российской Федерации по реализации приоритетных национальных проектов (и демографической политике — название в редакции 2006 г.).
Председателем совета, согласно указу, является сам президент. Первым заместителем главы совета этим указом назначен Дмитрий Медведев, заместителями главы совета стали заместитель председателя правительства Александр Жуков и помощник президента Игорь Шувалов.
Всего в Совет вошло 51 человек, в частности,  министр финансов Алексей Кудрин, глава Минэкономразвития Герман Греф, министр здравоохранения и социального развития Михаил Зурабов, глава аппарата правительства России Сергей Нарышкин, начальник Экспертного управления при президенте России Аркадий Дворкович, глава «Газпрома» Алексей Миллер, спикер Совета Федерации Сергей Миронов, руководители думских фракций КПРФ Геннадий Зюганов и ЛДПР Владимир Жириновский, полпреды президента России в федеральных округах, губернаторы, мэры ряда городов и другие политические деятели.
Премьер-министр России в 2004—2007 гг. Михаил Фрадков в Совет, согласно указу президента России об образовании Совета, не вошёл, проработку национальных проектов он поручил вести Комиссии по взаимодействию федерального центра и регионов, которую на тот момент времени Фрадков возглавлял. С этой целью Дмитрий Медведев был назначен заместителем председателя Комиссии.
В июле 2008 года президент России Дмитрий Медведев признаёт состав Совета, а в сентябре 2010 года и положение о нём утратившими силу. В августе 2012 года указ целиком признаётся утратившим силу президентом России Владимиром Путиным.